# Californiconus californicus
Californiconus californicus is een in zee levende slakkensoort uit de familie Conidae.

## Voorkomen en verspreiding
Californiconus californicus is een carnivoor die leeft in ondiep warm water op zandgronden, rotsbodems en koraalriffen (sublitoraal). Deze soort komt voor rond zuidelijk Californië en in Midden-Amerika in de Grote Oceaan (Panamese provincie). De schelp kan tot 60 mm lang worden.

## Synoniemen
- Conus californicus Reeve, 1844
- † Conus californicus fossilis Oldroyd, 1921
- Conus ravus Gould, 1853